# انتخابات ریاست‌جمهوری رومانی (۲۰۲۴)
انتخابات ریاست‌جمهوری در رومانی در ۲۴ نوامبر ۲۰۲۴ برگزار شد. دور دوم قرار بود در ۸ دسامبر ۲۰۲۴ برگزار شود، زیرا هیچ نامزدی در دور اول اکثریت مطلق را به دست نیاورد. در ۶ دسامبر ۲۰۲۴، دادگاه قانون اساسی رومانی نتایج دور اول انتخابات را با این استدلال که عملیات نفوذ روسیه بر رای تأثیر گذاشته بود، باطل کرد. این نهمین انتخابات ریاست‌جمهوری در رومانی پس از انقلاب خواهد بود. از آنجایی که قانون اساسی رومانی به یک رئیس‌جمهور اجازه می‌دهد تنها یک بار انتخاب شود، کلاوس یوهانیس، رئیس‌جمهور فعلی که ابتدا در سال ۲۰۱۴ انتخاب شد و سپس در سال ۲۰۱۹ مجدداً انتخاب شد، دومین و آخرین دوره خود را در دسامبر ۲۰۲۴ به پایان خواهد رساند.
نتیجه دور اول ناراحت‌کننده بود، کالین ژرژسکو، نامزد ملی‌گرای مستقل، رأی اکثریت را به دست آورد، در حالی که النا لاسکونی، سیاستمدار لیبرال دوم شد و به مرحله دوم راه یافت. ژرژسکو که در ابتدا به عنوان یک نامزد کوچک با شانس کمی برای پیروزی در نظر گرفته می‌شد، به سرعت از طریق تبلیغات در رسانه‌های غیرسنتی مانند تیک‌تاک (شبکه اجتماعی) حمایت قابل توجهی به دست آورد و محبوبیت خاصی در میان کسانی که از سیاست فعلی رومانی ناراضی بودند، از جمله جوانان، کشاورزان، طبقه کارگر و رای‌دهندگان روستایی و اعضا به دست آورد. . او همچنین به عنوان نامزد پیشتاز در رقابت در نظر گرفته شد، و نظرسنجی انجام شده پس از مرحله اول انتخابات، او را محبوب‌ترین چهره در سیاست کشور نشان داد.

## تاریخچه
پس از مشورت با گروه‌های مختلف پارلمانی، دولت نخست‌وزیر مارسل چیولاکو در ۴ ژوئیه ۲۰۲۴ اعلام کرد که مرحله اول  انتخابات ریاست جمهوری در۲نوامبر ۲۰۲۴ برگزار می‌شود، و در ۸ دسامبر برای مرحله دوم برگزار خواهد شد. همچنین انتخابات پارلمانی را برای ۱ دسامبر تعیین کرد. پیش از این، گمانه‌زنی‌هایی وجود داشت که بر اساس آن، در صورتی که کلاوس یوهانیس، رئیس‌جمهور کنونی، به عنوان دبیرکل ناتو نامزد می‌شد و او این نامزدی را می‌پذیرفت، ممکن است انتخابات ریاست‌جمهوری رومانی زودتر از موعد مقرر برگزار شود. در این میان، احتمالاً انتخابات زودتر از زمان برنامه‌ریزی شده قرار بود برگزار شود. این در نهایت محقق نشد، زیرا مارک روته، نخست‌وزیر سابق هلند به عنوان جانشین دبیرکل فعلی ینس استولتنبرگ انتخاب شد.

#### نقشه‌ها

نتایج دور اول بر اساس شهرستان باطل شد
نتایج دور اول توسط کمون ، شهر و شهرداری باطل شد